# Malwin Zok
Malwin Zok (* 22. Juli 2003 in Ulm) ist ein deutscher Fußballtorwart, der aktuell bei der FV Illertissen unter Vertrag steht.

## Karriere
Nach seinen Anfängen in der Jugend des SSV Ulm 1846 und des SSV Reutlingen 05 wechselte er im Sommer 2021 zur U19 des FV Illertissen. Ab Sommer 2022 spielte er sowohl für die zweite Mannschaft in der Landesliga Bayern Südwest als auch für die 1. Mannschaft in der Regionalliga Bayern. In 13 Spielen in der Regionalliga blieb er drei Mal ohne Gegentreffer. Auch im Landespokal kam Malwin Zok einmal zum Einsatz: dem TSV 1860 München gelang kein Gegentreffer.
Im Sommer 2023 wechselte Zok in die 3. Liga zum SV Waldhof Mannheim und kam am letzten Spieltag der Saison 2023/24 bei der 0:2-Niederlage beim FC Erzgebirge Aue zu seinem Drittligadebüt.
Nach zwei Jahren in Mannheim kehrte Zok im Sommer 2025 zurück zur FV Illertissen.

## Erfolge
FV Illertissen
- Bayerischer Toto-Pokal: 2022/23